# فالنامه

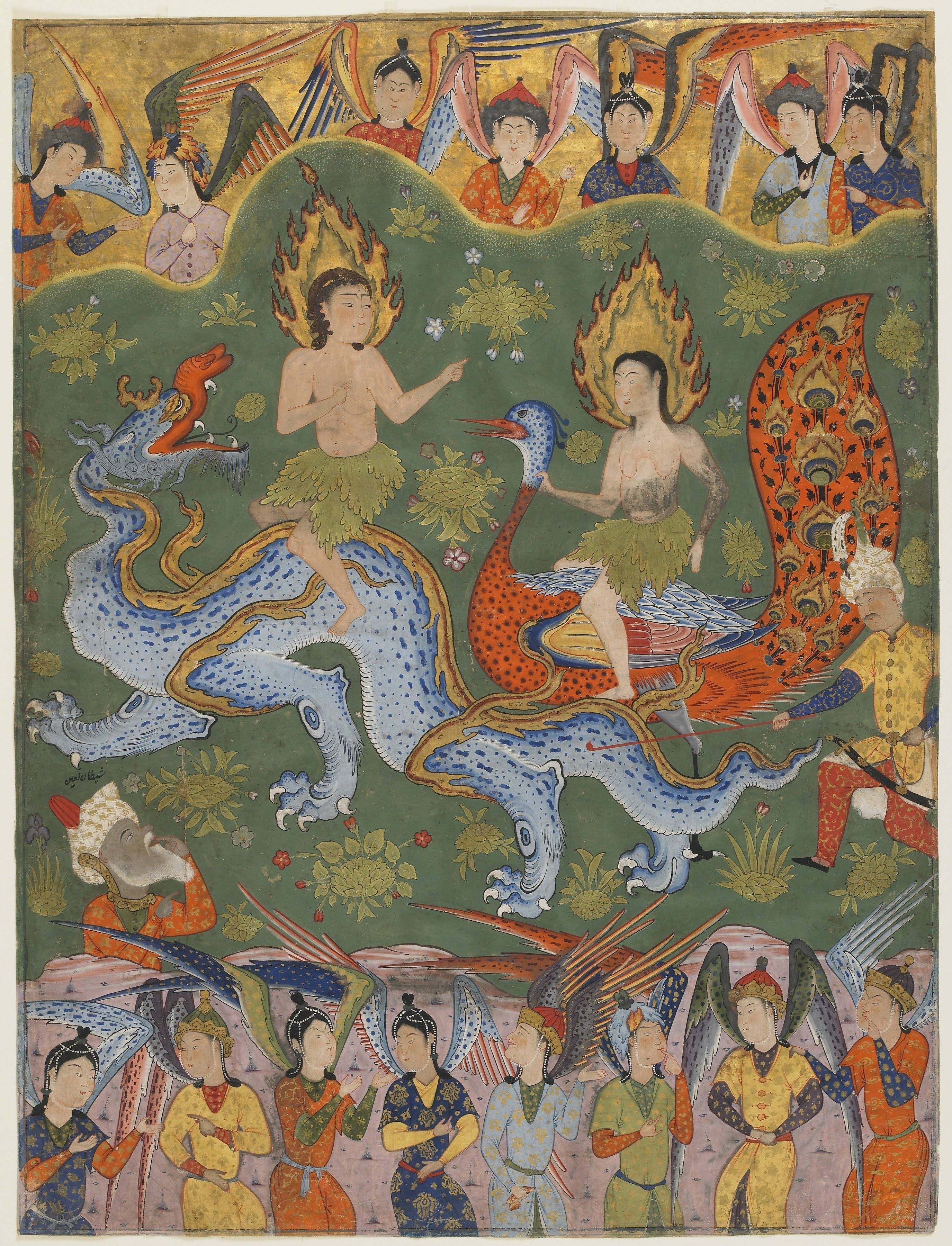
فالنامه.

فالنامه مخطوطة أو كتاب استطلاع قراءة الطالع والفال عند الفرس والأتراك العثمانيين، وكان يجمّل في العادة بالمنمنات.